# Neoserica suturata
Neoserica suturata är en skalbaggsart som beskrevs av Brenske 1894. Neoserica suturata ingår i släktet Neoserica och familjen Melolonthidae. Inga underarter finns listade i Catalogue of Life.